# Trọng tâm (Vật lí học)
Xem các nghĩa khác tại trọng tâm (định hướng)
Trong vật lý học, trọng tâm của một vật thể hay một hệ các vật thể là điểm trung bình theo phân bố trọng lượng của vật thể.
Cho một vật thể, véc-tơ chỉ vị trí trọng tâm có thể tính theo:
{\displaystyle {\vec {r}}={\frac {1}{w}}\int _{}{\vec {r}}'\,dw'}
Ở đây, dw' là vi phân trọng lượng của vật thể và {\displaystyle {\vec {r}}'} là véc tơ vị trí chỉ đến thành phần này. w là trọng lượng toàn vật.
Cho một hệ vật thể, trọng tâm được tính theo công thức:
{\displaystyle {\vec {r}}={\frac {\sum _{i=1}^{N}{w_{i}{\vec {r}}_{i}}}{\sum _{i=1}^{N}w_{i}}}}
Ở đây, ri và wi là trọng tâm và trọng lượng của từng vật thể.
Trong trọng trường đều, trọng tâm của vật thể trùng với khối tâm của nó. Trong trọng trường không đều, trọng tâm có thể lệch với khối tâm.
Trọng tâm trong tam giác sẽ chia tam giác thành 3 phần bằng nhau.